# Kazimierz Karolczak (historyk)
Kazimierz Karolczak (ur. 27 lutego 1954 w Bożacinie) – polski historyk, profesor nauk humanistycznych, dziekan Wydziału Humanistycznego Uniwersytetu Pedagogicznego w Krakowie, następnie prorektor, a w kadencji 2016–2020 rektor uczelni.

## Życiorys
W 1977 ukończył studia z zakresu historii w Wyższej Szkole Pedagogicznej w Krakowie. Na tej samej uczelni w 1986 uzyskał stopień doktora nauk humanistycznych na podstawie pracy pt. Właściciele domów w Krakowie 1890–1914 w świetle akt hipoteczno-notarialnych, a w 2001 habilitował się w oparciu o rozprawę zatytułowaną Dzieduszyccy. Dzieje rodu. Linia poturzycko-zarzecka. 2 kwietnia 2014 otrzymał tytuł profesora nauk humanistycznych.
Od ukończenia studiów zawodowo związany z krakowską WSP, przekształcaną kolejno w Akademię Pedagogiczną i Uniwersytet Pedagogiczny, dochodząc w 2002 do stanowiska profesora tej uczelni. Był również pracownikiem naukowym Instytutu Historii Polskiej Akademii Nauk. Na macierzystej uczelni od 2005 do 2012 był dziekanem Wydziału Humanistycznego. W 2009 został kierownikiem Katedry Historii XIX wieku. W 2012 objął stanowisko prorektora ds. nauki i współpracy międzynarodowej. 20 kwietnia 2016 został wybrany na stanowisko rektora Uniwersytetu Pedagogicznego w Krakowie na czteroletnią kadencję (od 1 września 2016). W 2021 został zwolniony z Uniwersytetu Pedagogicznego bez podania przyczyny. W 2023 sąd pracy orzekł w I instancji, że było to niezgodne z prawem.
Powoływany w skład Komitetu Nauk Historycznych Polskiej Akademii Nauk, w latach 90. był przewodniczącym uczelnianej struktury Związku Nauczycielstwa Polskiego.
Swoje zainteresowania badawcze koncentruje na strukturach społecznych XIX wieku i I połowy XX wieku, ze szczególnym uwzględnieniem ziemiaństwa i mieszczaństwa. Zajmuje się również tematyką arystokracji galicyjskiej, genealogii, dziejami Lwowa i Krakowa, kulturą mieszczaństwa i ziemiaństwa, parlamentaryzmem, problemami narodowościowymi i wyznaniowymi w wiekach XIX i XX. Współautor koncepcji otwartego w 2008 Muzeum Dzieduszyckich w Zarzeczu.

## Odznaczenia i wyróżnienia
Ordery i odznaczenia
- Krzyż Kawalerski Orderu Odrodzenia Polski (za wybitne osiągnięcia w pracy naukowo-badawczej i działalności dydaktycznej, za zasługi na rzecz rozwoju nauki, 2013)[4]
- Srebrny Krzyż Zasługi (1997)
- Medal Komisji Edukacji Narodowej (2004)
- Srebrna Odznaka za Pracę Społeczną dla Miasta Krakowa (1989)[5]

Nagrody i wyróżnienia
W 1992 za współautorstwo książki Żydzi w Małopolsce otrzymał Nagrodę Ministra Edukacji Narodowej.

## Wybrane publikacje
- Właściciele domów w Krakowie na przełomie XIX i XX wieku, Kraków 1987.
- Ludność żydowska w Krakowie na przełomie XIX i XX wieku, [w:] Feliks Kiryk (red.), Żydzi w Małopolsce, Przemyśl 1991.
- Galicyjskie dylematy: zbiór rozpraw (współredaktor), Kraków 1994.
- Lwów. Miasto, społeczeństwo, kultura. Studia z dziejów Lwowa, t. I (współredaktor), Kraków 1995.
- Lwów. Miasto, społeczeństwo, kultura. Studia z dziejów Lwowa, t. II (współredaktor), Kraków 1998.
- Wielka Historia Polski, 5 (1696–1815) (współautor), Kraków 1998.
- Wielka Historia Polski, 6 (1815–1848) (współautor), Kraków 1999.
- Dzieduszyccy. Dzieje rodu. Linia poturzycko-zarzecka, Kraków 2000.
- Lwów. Miasto, społeczeństwo, kultura. Studia z dziejów Lwowa, t. IV (red.), Kraków 2002.
- Lwów. Miasto, społeczeństwo, kultura. Studia z dziejów Lwowa, t. V (red.), Kraków 2005.
- Lwów. Miasto, społeczeństwo, kultura. Studia z dziejów Lwowa, t. IX (współredaktor), Kraków 2014.